# Trans-splicing
Trans-splicing (či česky bimolekulární sestřih) je speciální forma potranskripčních úprav RNA v eukaryotických buňkách, kde dva exony z dvou různých primárních RNA jsou slity do jednoho. Tento jev probíhá například u trypanozom.